# Green Bay Packers 1974
La stagione 1974 dei Green Bay Packers è stata la 54ª della franchigia nella National Football League. Sotto la direzione del capo-allenatore al quarto anno Dan Devine, la squadra terminò con un record di 6-8, chiudendo terza nella Central Division.
Con una stagione rimanente sul suo contratto di cinque anni, Devine si dimise un giorno dopo l'ultima gara della stagione regolare per tornare nel college football a Notre Dame, dopo l'improvviso ritiro di Ara Parseghian. A Devine succedette come capo-allenatore a Green Bay l'ex quarterback membro della hall of fame Bart Starr, assunto la vigilia di Natale.

## Roster
| Roster dei Green Bay Packers nel 1974 |
| --- |
| Quarterback - Jack Concannon - John Hadl - Jerry Tagge Running Back - John Brockington - Les Goodman - Larry Krause - MacArthur Lane - Charles Leigh - Barty Smith - Eric Torkelson - Pete Van Valkenburg Wide Receiver - Steve Odom - Ken Payne - Barry Smith - Jon Staggers - Bob Wicks Tight End - Mike Donohoe - Rich McGeorge Offensive Linemen - Gale Gillingham - Dick Himes - Bill Lueck - Larry McCarren - Lee Nystrom - John Schmitt - Harry Schuh - Malcolm Snider - Keith Wortman Defensive Linemen - Michael Basinger - Aaron Brown - Mike McCoy - Steve Okoniewski - Dave Pureifory - Alden Roche - Carl Wafer - Clarence Williams Linebacker - Ron Acks - Fred Carr - Jim Carter - Mark Cooney - Mike Fanucci - Larry Hefner - Ted Hendricks Defensive Back - Willie Buchanon - Ken Ellis - Charlie Hall - Jim Hill - Dave Mason - Al Matthews - Perry Smith Special Team - Chester Marcol - Randy Walker Lista delle riserve - Ken Bowman C (IR) - Bill Hayhoe T (IR) - Noel Jenke LB (IR) - Tom Toner LB (IR) - Bruce Van Dyke G (IR) |
| Legenda - I rookie sono in corsivo. - Il primo ruolo è il principale mentre gli eventuali successivi indicano i ruoli secondari. - (IR) sta per Injured Reserve ed indica la lista ristretta per un solo giocatore infortunato che può tornare ad allenarsi dopo la settimana 6 e a rientrare in prima squadra dopo che questa ha giocato 8 partite. - (NF-Inj.) / (NF-Ill.) stanno rispettivamente per Non-Football Injured e Non-Football Illness ed indicano le liste dove viene inserito un giocatore che ha un infortunio o una malattia non dipendente dal football americano. - (PUP) sta per Physically Unable to Perform ed indica la lista dove viene inserito un giocatore mentre è in attesa di recuperare la condizione fisica. Nella stagione regolare dopo la sesta partita giocata dalla propria squadra, il giocatore ha tempo tre settimane per riprendere ad allenarsi, più tre settimane aggiuntive dal suo rientro agli allenamenti per rientrare in prima squadra.                                                               |

## Calendario
| Stagione regolare |              |                        |           |        |                               |          |
| Turno             | Data         | Avversario             | Risultato | Record | Stadio                        | Pubblico |
| 1                 | 17 settembre | Detroit Lions          | P 17–17   | 0–0–1  | Lambeau Field                 | 50,861   |
| 2                 | 24 settembre | Chicago Bears          | V 13–10   | 1–0–1  | Lambeau Field                 | 50,861   |
| 3                 | 1 ottobre    | Atlanta Falcons        | V 23–0    | 2–0–1  | Milwaukee County Stadium      | 49,467   |
| 4                 | 8 ottobre    | at Detroit Lions       | V 27–17   | 3–0–1  | Tiger Stadium                 | 57,877   |
| 5                 | 15 ottobre   | Minnesota Vikings      | S 7–10    | 3–1–1  | Milwaukee County Stadium      | 49,601   |
| 6                 | 22 ottobre   | at New York Giants     | V 48–21   | 4–1–1  | Yankee Stadium                | 62,585   |
| 7                 | 30 ottobre   | at St. Louis Cardinals | V 31–23   | 5–1–1  | Busch Memorial Stadium        | 49,792   |
| 8                 | 5 novembre   | at Baltimore Colts     | S 10–13   | 5–2–1  | Memorial Stadium              | 60,238   |
| 9                 | 12 novembre  | Cleveland Browns       | V 55–7    | 6–2–1  | Milwaukee County Stadium      | 50,074   |
| 10                | 19 novembre  | San Francisco 49ers    | V 13–0    | 7–2–1  | Lambeau Field                 | 50,861   |
| 11                | 26 novembre  | at Chicago Bears       | V 17–13   | 8–2–1  | Wrigley Field                 | 47,513   |
| 12                | 3 dicembre   | at Minnesota Vikings   | V 30–27   | 9–2–1  | Metropolitan Stadium          | 47,693   |
| 13                | 9 dicembre   | at Los Angeles Rams    | S 24–27   | 9–3–1  | Los Angeles Memorial Coliseum | 76,637   |
| 14                | 17 dicembre  | Pittsburgh Steelers    | S 17–24   | 9–4–1  | Lambeau Field                 | 50,861   |

Note: gli avversari della propria conference sono in grassetto.
| Stagione regolare |              |                        |           |        |                          |          |
| Turno             | Data         | Avversario             | Risultato | Record | Stadio                   | Pubblico |
| 1                 | 15 settembre | Minnesota Vikings      | S 17–32   | 0–1    | Lambeau Field            | 56,267   |
| 2                 | 22 settembre | at Baltimore Colts     | V 20–13   | 1–1    | Memorial Stadium         | 41,252   |
| 3                 | 29 settembre | Detroit Lions          | V 21–19   | 2–1    | Milwaukee County Stadium | 47,292   |
| 4                 | 6 ottobre    | Buffalo Bills          | S 7–27    | 2–2    | Lambeau Field            | 56,267   |
| 5                 | 13 ottobre   | Los Angeles Rams       | V 17–6    | 3–2    | Milwaukee County Stadium | 47,499   |
| 6                 | 21 ottobre   | at Chicago Bears       | S 9–10    | 3–3    | Soldier Field            | 50,623   |
| 7                 | 27 ottobre   | at Detroit Lions       | S 17–19   | 3–4    | Tiger Stadium            | 51,775   |
| 8                 | 3 novembre   | Washington Redskins    | S 6–17    | 3–5    | Lambeau Field            | 56,267   |
| 9                 | 10 novembre  | Chicago Bears          | V 20–3    | 4–5    | Milwaukee County Stadium | 46,567   |
| 10                | 17 novembre  | at Minnesota Vikings   | V 19–7    | 5–5    | Metropolitan Stadium     | 47,924   |
| 11                | 24 novembre  | San Diego Chargers     | V 34–0    | 6–5    | Lambeau Field            | 56,267   |
| 12                | 1 dicembre   | at Philadelphia Eagles | S 14–36   | 6–6    | Veterans Stadium         | 42,030   |
| 13                | 8 dicembre   | at San Francisco 49ers | S 6–7     | 6–7    | Candlestick Park         | 47,475   |
| 14                | 15 dicembre  | at Atlanta Falcons     | S 3–10    | 6–8    | Atlanta Stadium          | 10,020   |

Note: gli avversari della propria division sono in grassetto.

## Classifiche
| NFL Central       |    |    |   |      |     |      |     |     |     |
|                   | V  | S  | P | %    | DIV | CONF | PF  | PS  | STR |
| Minnesota Vikings | 10 | 4  | 0 | .714 | 4–2 | 8–3  | 310 | 195 | V3  |
| Detroit Lions     | 7  | 7  | 0 | .500 | 3–3 | 6–5  | 256 | 270 | S1  |
| Green Bay Packers | 6  | 8  | 0 | .429 | 3–3 | 4–7  | 210 | 206 | S3  |
| Chicago Bears     | 4  | 10 | 0 | .286 | 2–4 | 4–7  | 152 | 279 | S2  |